# شون شيلدون
شون شيلدون (بالإنجليزية: Shawn Sheldon) هو مصارع هاوي أمريكي، ولد في 18 نوفمبر 1964 في نورويتش في الولايات المتحدة.

## وصلات خارجية
- شون شيلدون على موقع قاعدة بيانات المصارعة الدولية (الإنجليزية)
- شون شيلدون على موقع أوليمبيديا (الإنجليزية)